# マルチェッロ・ガッツォーラ
マルチェッロ・ガッツォーラ（Marcello Gazzola、1985年4月3日 - ）はイタリアの元サッカー選手。現役時代のポジションはDF。

## 経歴
2007年夏、カルチョ・カターニアに移籍したが経験豊富なDF陣が多く、出場機会を得るのは難しかった。
2012年、USサッスオーロ・カルチョに移籍した。2015年1月、1年契約を延長した。2016年5月27日には、もう1年、契約を延長した。
2018年1月16日、パルマ・カルチョ1913に22万ポンドで移籍した。